# L.A.P.D.
L.A.P.D. war eine US-amerikanische Funk-Metal-Band aus Bakersfield, Kalifornien. Sie gilt als Vorgängerin der Gruppe Korn, da die vier Mitglieder der letzten Besetzung alle Gründungsmitglieder waren, doch sind die Bands musikalisch eher unähnlich.

## Bandgeschichte
Gegründet wurde L.A.P.D. von Richard Mortill (Gesang), Brian „Head“ Welch (Gitarre), Reginald „Fieldy“ Arvizu (Bass) und James „Munky“ Shaffer (Gitarre). Laut Aussage von Arvizus bedeutet der Name nicht „Los Angeles Punk Department“, wie es fälschlicherweise oft genannt wird, sondern „Love and Peace, Dude“.
Sie begannen als Schülergruppe und spielten in kleineren Klubs und bei lokalen Veranstaltungen. Bei einer solchen Veranstaltung traf man auf den damals 13-jährigen David Silveria (Schlagzeug), den man sofort in die Band aufnahm. Nachdem sie 1989 einen Plattenvertrag bei X-Mortal Recordings bekommen und ihre erste EP veröffentlicht hatten, verließ Richard Mortill die Band und Brian Welch übernahm den Gesang.
1991 brachten sie ihr erstes Album Who's Laughing Now? heraus und nach zweijähriger Tour durch die Punkklubs der USA nahmen sie den Sänger der Band Sexart (Jonathan Davis) in ihre Band auf.
1993 benannte sich die Band in Korn um und unterschrieb einen Sieben-Platten-Vertrag bei Epic Records.
1997 veröffentlichte X-Mortal Recordings ein Kompilationsalbum (L.A.P.D.) mit allen Liedern der zwei vorherigen Veröffentlichungen der Band.

## Diskografie
- Love and Peace, Dude (EP, 1989, X-Mortal Recordings)
- Who’s Laughing Now? (Studioalbum, 1991, X-Mortal Recordings)
- L.A.P.D. (Kompilationsalbum, 1997, X-Mortal Recordings)